# Osteria Nuova (Sala Bolognese)
Osteria Nuova è una frazione del comune di Sala Bolognese, nella città metropolitana di Bologna.

## Monumenti e luoghi di interesse

### Architetture religiose
- Chiesa di san Petronio[2],  è la parrocchiale della frazione e risale agli anni 80 del 900.[3] - Presenta un paramento in faccia a vista sia all’interno che all’esterno: il complesso si compone di due volumi combinati, uno più alto con copertura a capanna che ospita la chiesa ed uno più basso che ospita gli altri ambienti parrocchiali e l’ingresso della chiesa stessa. La facciata risulta asimmetrica. L’interno è una sala rettangolare priva di decorazioni, con copertura in legno a vista.

### Architetture civili
- Villa Terracini - Villa del XVIII secolo circondata da un ampio parco. Notevole la ghiacciaia (sorta di "dispensa-frigo") e la cappella di San Gaetano costruita nel 1851 da Angelo Bassi.
- Stazione ferroviaria di Osteria nuova